# Freescale 68HC11
Le 68HC11 (6811 ou HC11 en abrégé) est une famille de microcontrôleurs développée à l'origine par Motorola en 1984, désormais produite par Freescale Semiconductor, un descendant du microprocesseur Motorola 6800. Il s'agit d'un microcontrôleur CISC. Les 68HC11 sont plus puissants et plus chers que les 68HC05, et utilisés dans des lecteurs de codes-barres, programmateurs de cartes d'hôtel, robots d'amateurs, et d'autres systèmes embarqués.

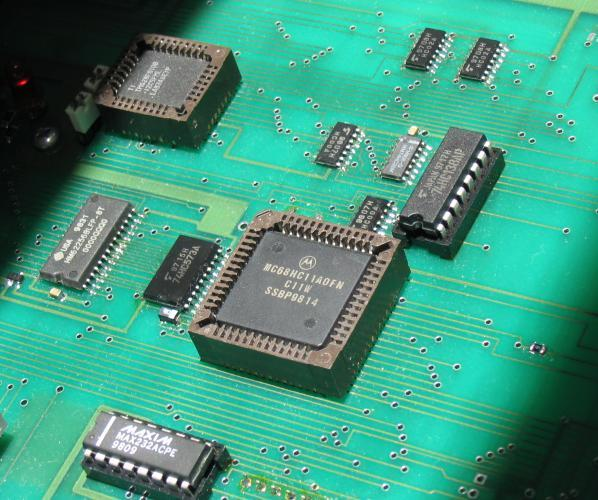
Le MC68HC11A8 est disponible en version DIP à 48 broches, ainsi que PLCC à 52 broches, comme ici.

En interne, le jeu d'instructions du 68HC11 assure une compatibilité ascendante avec le 6800, avec l'adjonction d'un registre d'index Y (les instructions qui utilisent le registre Y ont des codes-opération préfixés par l'octet 0x18). Il possède deux accumulateurs de 8 bits, A et B, deux registres d'index X et Y de 16 bits, un registre de condition, un pointeur de pile de 16 bits, et un compteur ordinal. De plus, certaines instructions traitent les registres A et B de façon combinée, en tant que registre D de 16 bits.
Les différentes versions du 68HC11 ont des nombres de ports externes divers, nommés alphabétiquement. La version la plus courante possède cinq ports, A, B, C, D et E, l'une d'entre elles n'en a même que trois (version D3). Chaque port a une largeur de 8 bits, sauf D qui est large de 16 bits (bien que dans certaines versions, D n'ait que 8 bits).
Le 68HC11 peut fonctionner avec un programme et une RAM internes (de 1 à 768 octets), ou bien une mémoire externe jusqu'à 64 Ko. Avec une mémoire externe, B et C servent de bus d'adresse et de données. Dans cette configuration, le port C est multiplexé : il porte à la fois les 8 bits de poids faible de l'adresse et les données.
Un module de remplacement de ports est disponible pour le 68HC11, appelé MC68HC24. Lorsqu'on le place sur le bus d'adresses externe, il réplique les fonctions originales des ports B et C. Le port A dispose des fonctions d'input capture, output compare, compteur d'impulsions, et d'autres fonctions de timer ; le port D peut effectuer des entrées/sorties série,et le port E possède un convertisseur analogique-numérique (CAN).